# Boom (Major Lazer & MOTi)
Boom is een nummer van het Amerikaanse dj-trio Major Lazer en de Nederlandse dj MOTi uit 2016, in samenwerking met de Amerikaanse rapper Ty Dolla Sign, de Nigeriaanse zanger Wizkid en Jamaicaanse zanger Kranium. Het is de vijfde en laatste single van Peace Is the Mission, het derde studioalbum van Major Lazer.
In het nummer is dezelfde beat te horen als in Hundred Miles van Yall. "Boom" flopte in Amerika, maar werd in een aantal Europese landen wel een bescheiden hit. In de Nederlandse Top 40 bereikte het de 33e positie, en in de Vlaamse Ultratop 50 de 48e.

## Tracklijst
Download
1. "Boom" - 3:06